# Lista de episódios de Hercules: The Legendary Journeys
Hercules: The Legendary Journeys (no Brasil, Hércules: A Lendária Jornada) foi uma série de televisão estadunidense produzida entre 1995 e 1999, e baseada livremente nas façanhas do semideus da mitologia grega, Hércules. A série durou seis temporadas e foi precedida por vários telefilmes que já contavam com os mesmos personagens.

## Episódios

### Primeira Temporada (1995)
| No. episódio em série | No. episódio em temporada | Título                       | Dirigido por     | Escrito por                    | Data da primeira exibição | Audiência nos E.U.A. (em milhões) |
| --------------------- | ------------------------- | ---------------------------- | ---------------- | ------------------------------ | ------------------------- | --------------------------------- |
| 1                     | 1                         | "The Wrong Path"             | Doug Lefler      | John Schulian                  | 16 de janeiro de 1995     | ASA                               |
| 2                     | 2                         | "Eye of the Beholder"        | John Kretchmer   | John Schulian                  | 23 de janeiro de 1995     | ASA                               |
| 3                     | 3                         | "The Road to Calydon"        | Doug Lefler      | Andrew Dettmann & Daniel Truly | 30 de janeiro de 1995     | ASA                               |
| 4                     | 4                         | "The Festival of Dionysus"   | Peter Ellis      | Andrew Dettmann & Daniel Truly | 6 de fevereiro de 1995    | ASA                               |
| 5                     | 5                         | "Ares"                       | Harley Cokeliss  | Steve Roberts                  | 13 de fevereiro de 1995   | ASA                               |
| 6                     | 6                         | "As Darkness Falls"          | George Mendeluk  | Robert Bielak                  | 20 de fevereiro de 1995   | ASA                               |
| 7                     | 7                         | "Pride Comes Before a Brawl" | Peter Ellis      | Steve Roberts                  | 27 de fevereiro de 1995   | ASA                               |
| 8                     | 8                         | "The March to Freedom"       | Harley Cokeliss  | Adam Armus & Nora Kay Foster   | 6 de março de 1995        | ASA                               |
| 9                     | 9                         | "The Warrior Princess"       | Bruce Seth Green | John Schulian                  | 13 de março de 1995       | ASA                               |
| 10                    | 10                        | "Gladiator"                  | Garth Maxwell    | Robert Bielak                  | 20 de março de 1995       | ASA                               |
| 11                    | 11                        | "The Vanishing Dead"         | Bruce Campbell   | Andrew Dettmann & Daniel Truly | 24 de abril de 1995       | ASA                               |
| 12                    | 12                        | "The Gauntlet"               | Jack Perez       | Robert Bielak                  | 1 de maio de 1995         | ASA                               |
| 13                    | 13                        | "Unchained Heart"            | Bruce Seth Green | John Schulian                  | 8 de maio de 1995         | ASA                               |

### Segunda Temporada (1995–96)
| No. episódio em série | No. episódio em temporada | Título                       | Dirigido por      | Escrito por                                                                                    | Data da primeira exibição | Audiência nos E.U.A. (em milhões) |
| --------------------- | ------------------------- | ---------------------------- | ----------------- | ---------------------------------------------------------------------------------------------- | ------------------------- | --------------------------------- |
| 14                    | 1                         | "The King of Thieves"        | Doug Lefler       | Doug Lefler                                                                                    | 4 de setembro de 1995     | ASA                               |
| 15                    | 2                         | "All That Glitters"          | Garth Maxwell     | Craig Volk                                                                                     | 11 de setembro de 1995    | ASA                               |
| 16                    | 3                         | "What's in a Name?"          | Bruce Campbell    | Michael Marks                                                                                  | 18 de setembro de 1995    | ASA                               |
| 17                    | 4                         | "Siege at Naxos"             | Stephen L. Posey  | Darrell Fetty                                                                                  | 25 de setembro de 1995    | ASA                               |
| 18                    | 5                         | "Outcast"                    | Bruce Seth Green  | Robert Bielak                                                                                  | 2 de outubro de 1995      | ASA                               |
| 19                    | 6                         | "Under the Broken Sky"       | Jim Contner       | John Schulian                                                                                  | 9 de outubro de 1995      | ASA                               |
| 20                    | 7                         | "The Mother of All Monsters" | Bruce Seth Green  | John Schulian                                                                                  | 16 de outubro de 1995     | ASA                               |
| 21                    | 8                         | "The Other Side"             | George Mendeluk   | Robert Bielak                                                                                  | 30 de outubro de 1995     | ASA                               |
| 22                    | 9                         | "The Fire Down Below"        | Timothy Bond      | História: John Schulian Roteiro: Scott Smith Miller                                            | 6 de novembro de 1995     | ASA                               |
| 23                    | 10                        | "Cast a Giant Shadow"        | John T. Kretchmer | John Schulian                                                                                  | 13 de novembro de 1995    | ASA                               |
| 24                    | 11                        | "Highway to Hades"           | T. J. Scott       | Robert Bielak                                                                                  | 20 de novembro de 1995    | ASA                               |
| 25                    | 12                        | "The Sword of Veracity"      | Garth Maxwell     | Steven Baum                                                                                    | 8 de janeiro de 1996      | ASA                               |
| 26                    | 13                        | "The Enforcer"               | T. J. Scott       | Nelson Costello                                                                                | 15 de janeiro de 1996     | ASA                               |
| 27                    | 14                        | "Once a Hero"                | Robert Tapert     | História: Robert Tapert & Robert Bielak & John Schulian Roteiro: Robert Bielak & John Schulian | 29 de janeiro de 1996     | ASA                               |
| 28                    | 15                        | "Heedless Hearts"            | Peter Ellis       | Robert Bielak                                                                                  | 5 de fevereiro de 1996    | ASA                               |
| 29                    | 16                        | "Let the Games Begin"        | Gus Trikonis      | John Schulian                                                                                  | 12 de fevereiro de 1996   | ASA                               |
| 30                    | 17                        | "The Apple"                  | Kevin Sorbo       | Steven Baum                                                                                    | 19 de fevereiro de 1996   | ASA                               |
| 31                    | 18                        | "Promises"                   | Stewart Main      | Michael Marks                                                                                  | 4 de março de 1996        | ASA                               |
| 32                    | 19                        | "King for a Day"             | Anson Williams    | Patricia Manney                                                                                | 18 de março de 1996       | ASA                               |
| 33                    | 20                        | "Protean Challenge"          | Oley Sassone      | Brian Herskowitz                                                                               | 22 de abril de 1996       | ASA                               |
| 34                    | 21                        | "The Wedding of Alcmene"     | Timothy Bond      | John Schulian                                                                                  | 29 de abril de 1996       | ASA                               |
| 35                    | 22                        | "The Power"                  | Charlie Haskell   | Nelson Costello                                                                                | 6 de maio de 1996         | ASA                               |
| 36                    | 23                        | "Centaur Mentor Journey"     | Stephen L. Posey  | Robert Bielak                                                                                  | 13 de maio de 1996        | ASA                               |
| 37                    | 24                        | "The Cave of Echoes"         | Gus Trikonis      | John Schulian & Robert Bielak                                                                  | 24 de junho de 1996       | ASA                               |

### Terceira Temporada (1996–97)
| No. episódio em série | No. episódio em temporada | Título                               | Dirigido por        | Escrito por                                                       | Data da primeira exibição | Audiência nos E.U.A. (em milhões) |
| --------------------- | ------------------------- | ------------------------------------ | ------------------- | ----------------------------------------------------------------- | ------------------------- | --------------------------------- |
| 38                    | 1                         | "Mercenary"                          | Michael Hurst       | Robert Bielak                                                     | 30 de setembro de 1996    | ASA                               |
| 39                    | 2                         | "Doomsday"                           | Michael Lange       | Brian Herskowitz                                                  | 7 de outubro de 1996      | ASA                               |
| 40                    | 3                         | "Love Takes a Holiday"               | Charlie Haskell     | Gene O'Neill & Noreen Tobin                                       | 14 de outubro de 1996     | ASA                               |
| 41                    | 4                         | "Mummy Dearest"                      | Anson Williams      | Melissa Rosenberg                                                 | 21 de outubro de 1996     | ASA                               |
| 42                    | 5                         | "Not Fade Away"                      | T.J. Scott          | John Schulian                                                     | 28 de outubro de 1996     | ASA                               |
| 43                    | 6                         | "Monster Child in the Promised Land" | John T. Kretchmer   | John Schulian                                                     | 4 de novembro de 1996     | ASA                               |
| 44                    | 7                         | "The Green-Eyed Monster"             | Chuck Braverman     | Steven Baum                                                       | 11 de novembro de 1996    | ASA                               |
| 45                    | 8                         | "Prince Hercules"                    | Charles Siebert     | História: Brad Carpenter Roteiro: Robert Bielak                   | 18 de novembro de 1996    | ASA                               |
| 46                    | 9                         | "A Star to Guide Them"               | Charles Siebert     | História: John Schulian Roteiro: John Schulian & Brian Herskowitz | 9 de dezembro de 1996     | ASA                               |
| 47                    | 10                        | "The Lady and the Dragon"            | Oley Sassone        | Eric Estrin & Michael Berlin                                      | 13 de janeiro de 1997     | ASA                               |
| 48                    | 11                        | "Long Live the King"                 | Timothy Bond        | História: Patricia Manney Roteiro: Sonny Gordon                   | 20 de janeiro de 1997     | ASA                               |
| 49                    | 12                        | "Surprise"                           | Oley Sassone        | Alex Kurtzman                                                     | 27 de janeiro de 1997     | ASA                               |
| 50                    | 13                        | "Encounter"                          | Charlie Haskell     | Jerry Partick Brown                                               | 3 de fevereiro de 1997    | ASA                               |
| 51                    | 14                        | "When a Man Loves a Woman"           | Charlie Haskell     | Gene O'Neill & Noreen Tobin                                       | 10 de fevereiro de 1997   | ASA                               |
| 52                    | 15                        | "Judgment Day"                       | Gus Trikonis        | Robert Bielak                                                     | 17 de fevereiro de 1997   | ASA                               |
| 53                    | 16                        | "The Lost City"                      | Charlie Haskell     | História: Robert Bielak & Liz Friedman Roteiro: Robert Bielak     | 24 de fevereiro de 1997   | ASA                               |
| 54                    | 17                        | "Les Contemptibles"                  | Charlie Haskell     | Brian Herskowitz                                                  | 7 de abril de 1997        | ASA                               |
| 55                    | 18                        | "Reign of Terror"                    | Rodney Charters     | John Kirk                                                         | 14 de abril de 1997       | ASA                               |
| 56                    | 19                        | "The End of the Beginning"           | James Whitmore, Jr. | Paul Robert Coyle                                                 | 21 de abril de 1997       | ASA                               |
| 57                    | 20                        | "War Bride"                          | Kevin Sorbo         | Adam Armus & Nora Kay Foster                                      | 28 de abril de 1997       | ASA                               |
| 58                    | 21                        | "A Rock and a Hard Place"            | Robert Trebor       | Roberto Orci & Alex Kurtzman                                      | 5 de maio de 1997         | ASA                               |
| 59                    | 22                        | "Atlantis"                           | Gus Trikonis        | Alex Kurtzman & Roberto Orci                                      | 12 de maio de 1997        | ASA                               |

### Quarta Temporada (1997–98)
| No. episódio em série | No. episódio em temporada | Título                               | Dirigido por       | Escrito por                                                                   | Data da primeira exibição | Audiência nos E.U.A. (em milhões) |
| --------------------- | ------------------------- | ------------------------------------ | ------------------ | ----------------------------------------------------------------------------- | ------------------------- | --------------------------------- |
| 60                    | 1                         | "Beanstalks and Bad Eggs"            | John T. Kretchmer  | Melissa Rosenberg                                                             | 29 de setembro de 1997    | ASA                               |
| 61                    | 2                         | "Hero's Heart"                       | Phil Sgriccia      | Jerry Patrick Brown                                                           | 6 de outubro de 1997      | ASA                               |
| 62                    | 3                         | "Regrets... I've Had a Few"          | Gus Trikonis       | Paul Robert Coyle                                                             | 13 de outubro de 1997     | ASA                               |
| 63                    | 4                         | "Web of Desire"                      | Michael Lange      | Alex Kurtzman & Roberto Orci                                                  | 20 de outubro de 1997     | ASA                               |
| 64                    | 5                         | "Stranger in a Strange World"        | Michael Levine     | Paul Robert Coyle                                                             | 27 de outubro de 1997     | ASA                               |
| 65                    | 6                         | "Two Men and a Baby"                 | Christopher Graves | História: Kevin Sorbo Roteiro: John Hudock                                    | 3 de novembro de 1997     | ASA                               |
| 66                    | 7                         | "Prodigal Sister"                    | Gary Jones         | Robert Bielak                                                                 | 10 de novembro de 1997    | ASA                               |
| 67                    | 8                         | "...and Fancy Free"                  | Michael Hurst      | Roberto Orci & Alex Kurtzman                                                  | 17 de novembro de 1997    | ASA                               |
| 68                    | 9                         | "If I Had a Hammer..."               | Steve Polivka      | Paul Robert Coyle                                                             | 12 de janeiro de 1998     | ASA                               |
| 69                    | 10                        | "Hercules on Trial"                  | John Laing         | Robert Bielak                                                                 | 19 de janeiro de 1998     | ASA                               |
| 70                    | 11                        | "Medea Culpa"                        | Charles Siebert    | História: Robert Bielak Roteiro: Robert Bielak & Roberto Orci & Alex Kurtzman | 26 de janeiro de 1998     | ASA                               |
| 71                    | 12                        | "Men in Pink"                        | Alan J. Levi       | Roberto Orci & Alex Kurtzman                                                  | 2 de fevereiro de 1998    | ASA                               |
| 72                    | 13                        | "Armageddon Now - Part 1"            | Mark Beesley       | Paul Robert Coyle                                                             | 9 de fevereiro de 1998    | ASA                               |
| 73                    | 14                        | "Armageddon Now - Part 2"            | Mark Beesley       | História: Paul Robert Coyle Roteiro: Gene F. O'Neill & Noreen V. Tobin        | 16 de fevereiro de 1998   | ASA                               |
| 74                    | 15                        | "Yes, Virginia, There Is a Hercules" | Christopher Graves | Alex Kurtzman & Roberto Orci                                                  | 23 de fevereiro de 1998   | ASA                               |
| 75                    | 16                        | "Porkules"                           | Christopher Graves | Roberto Orci & Alex Kurtzman                                                  | 16 de março de 1998       | ASA                               |
| 76                    | 17                        | "One Fowl Day"                       | Michael Hurst      | Adam Armus & Nora Kay Foster                                                  | 23 de março de 1998       | ASA                               |
| 77                    | 18                        | "My Fair Cupcake"                    | Rick Jacobson      | Gene O'Neill & Noreen Tobin                                                   | 13 de abril de 1998       | ASA                               |
| 78                    | 19                        | "War Wounds"                         | John Mahaffie      | Paul Robert Coyle                                                             | 20 de abril de 1998       | ASA                               |
| 79                    | 20                        | "Twilight"                           | Philip Sgriccia    | Gene O'Neill & Noreen Tobin & Alex Kurtzman & Roberto Orci                    | 27 de abril de 1998       | ASA                               |
| 80                    | 21                        | "Top God"                            | Charles Siebert    | História: Paul Robert Coyle Roteiro: Jerry Patrick Brown                      | 4 de maio de 1998         | ASA                               |
| 81                    | 22                        | "Reunions"                           | Charles Siebert    | Jerry Patrick Brown & Roberto Orci & Alex Kurtzman                            | 11 de maio de 1998        | ASA                               |

### Quinta Temporada (1998–99)
| No. episódio em série | No. episódio em temporada | Título                                 | Dirigido por      | Escrito por                                                        | Data da primeira exibição | Audiência nos E.U.A. (em milhões) |
| --------------------- | ------------------------- | -------------------------------------- | ----------------- | ------------------------------------------------------------------ | ------------------------- | --------------------------------- |
| 82                    | 1                         | "Faith"                                | Michael Hurst     | Alex Kurtzman & Roberto Orci                                       | 28 de setembro de 1998    | ASA                               |
| 83                    | 2                         | "Descent"                              | Richard Compton   | Lisa Klink                                                         | 5 de outubro de 1998      | ASA                               |
| 84                    | 3                         | "Resurrection"                         | Philip Sgriccia   | Roberto Orci & Alex Kurtzman                                       | 12 de outubro de 1998     | ASA                               |
| 85                    | 4                         | "Genies and Grecians and Geeks, Oh My" | John Cameron      | Paul Robert Coyle                                                  | 19 de outubro de 1998     | ASA                               |
| 86                    | 5                         | "Render Unto Caesar"                   | John Laing        | Gene O'Neill & Noreen Tobin                                        | 26 de outubro de 1998     | ASA                               |
| 87                    | 6                         | "Norse by Norsevest"                   | John Laing        | História: Paul Robert Coyle Roteiro: Gerry Conway                  | 2 de novembro de 1998     | ASA                               |
| 88                    | 7                         | "Somewhere Over the Rainbow Bridge"    | Michael Hurst     | Gerry Conway                                                       | 9 de novembro de 1998     | ASA                               |
| 89                    | 8                         | "Darkness Rising"                      | Chris Long        | Lisa Klink                                                         | 16 de novembro de 1998    | ASA                               |
| 90                    | 9                         | "For Those of You Just Joining Us"     | Bruce Campbell    | Alex Kurtzman & Roberto Orci                                       | 4 de janeiro de 1999      | ASA                               |
| 91                    | 10                        | "Let There Be Light"                   | Robert Radler     | Gene O'Neill & Noreen Tobin                                        | 11 de janeiro de 1999     | ASA                               |
| 92                    | 11                        | "Redemption"                           | Bruce Campbell    | Lisa Klink                                                         | 18 de janeiro de 1999     | ASA                               |
| 93                    | 12                        | "Sky High"                             | John Laing        | Paul Robert Coyle                                                  | 25 de janeiro de 1999     | ASA                               |
| 94                    | 13                        | "Stranger and Stranger"                | Bruce Campbell    | História: Paul Robert Coyle Roteiro: Gerry Conway                  | 1 de fevereiro de 1999    | ASA                               |
| 95                    | 14                        | "Just Passing Through"                 | Charles Siebert   | Gene O'Neill & Noreen Tobin                                        | 8 de fevereiro de 1999    | ASA                               |
| 96                    | 15                        | "Greece Is Burning"                    | Michael Hurst     | Andrew Landis & Julia Swift                                        | 15 de fevereiro de 1999   | ASA                               |
| 97                    | 16                        | "We'll Always Have Cyrprus..."         | Garth Maxwell     | História: Stephanie C. Meyer Roteiro: Roberto Orci & Alex Kurtzman | 22 de fevereiro de 1999   | ASA                               |
| 98                    | 17                        | "The Academy"                          | Charlie Haskell   | Paul Robert Coyle                                                  | 15 de março de 1999       | ASA                               |
| 99                    | 18                        | "Love on the Rocks"                    | Rick Jacobson     | Kevin Maynard                                                      | 19 de abril de 1999       | ASA                               |
| 100                   | 19                        | "Once Upon a Future King"              | Mark Beesley      | Gene O'Neill & Noreen Tobin                                        | 26 de abril de 1999       | ASA                               |
| 101                   | 20                        | "Fade Out"                             | Charles Siebert   | Gerry Conway                                                       | 3 de maio de 1999         | ASA                               |
| 102                   | 21                        | "My Best Girl's Wedding"               | Andrew Merrifield | Gerry Conway                                                       | 10 de maio de 1999        | ASA                               |
| 103                   | 22                        | "Revelations"                          | Bruce Campbell    | George Strayton & Tom ONeill                                       | 17 de maio de 1999        | ASA                               |

### Sexta Temporada (1999)
| No. episódio em série | No. episódio em temporada | Título                         | Dirigido por    | Escrito por                         | Data da primeira exibição | Audiência nos E.U.A. (em milhões) |
| --------------------- | ------------------------- | ------------------------------ | --------------- | ----------------------------------- | ------------------------- | --------------------------------- |
| 104                   | 1                         | "Be Deviled"                   | Mark Beesley    | Paul Robert Coyle                   | 27 de setembro de 1999    | ASA                               |
| 105                   | 2                         | "Love, Amazon Style"           | David Grossman  | Adam Armus & Nora Kay Foster        | 4 de outubro de 1999      | ASA                               |
| 106                   | 3                         | "Rebel with a Cause"           | Garth Maxwell   | Lisa Klink                          | 11 de outubro de 1999     | ASA                               |
| 107                   | 4                         | "Darkness Visible"             | Philip Sgriccia | Phyllis Strong                      | 18 de outubro de 1999     | ASA                               |
| 108                   | 5                         | "Hercules, Tramps and Thieves" | Charles Siebert | Vanessa Place & Liz Friedman        | 1 de novembro de 1999     | ASA                               |
| 109                   | 6                         | "City of the Dead"             | Chris Long      | Tom ONeill & George Strayton        | 8 de novembro de 1999     | ASA                               |
| 110                   | 7                         | "A Wicked Good Time"           | Adam Nimoy      | Liz Friedman & Vanessa Place        | 15 de novembro de 1999    | ASA                               |
| 111                   | 8                         | "Full Circle"                  | Bruce Campbell  | Alex Kurtzman & Roberto Gaston Orci | 22 de novembro de 1999    | ASA                               |